# 中华人民共和国食品安全

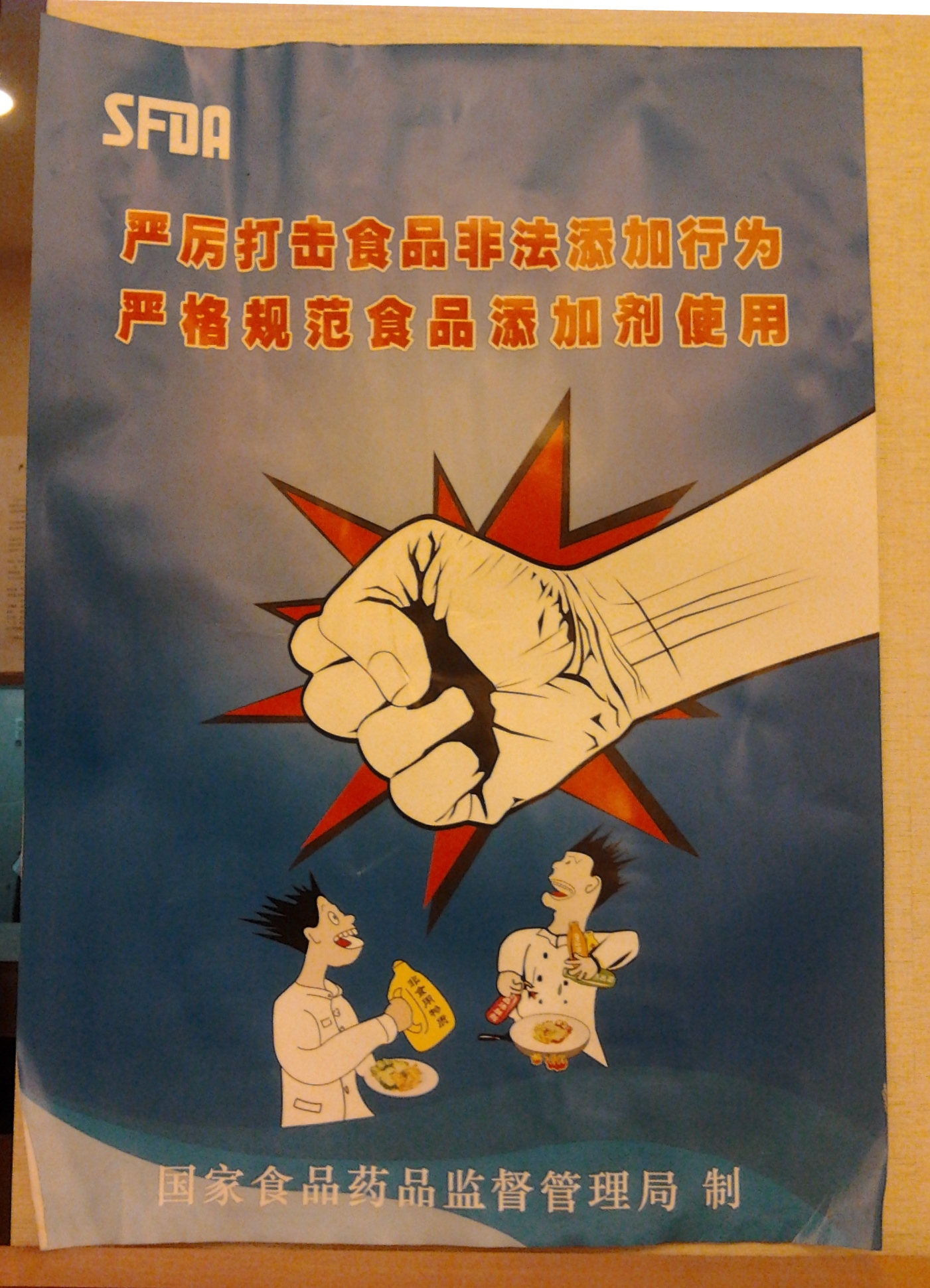
宣傳食品安全的小冊

中华人民共和国食品安全是中华人民共和国（以下简称中国）日益关注的一个議题。中国的主要农作物有水稻、玉米、小麦、大豆、棉花以及苹果等，而主要畜产品有猪肉、牛肉、牛奶以及禽蛋。中国政府负责监管农业生产以及食品的生产、包装、食品添加剂、药品生产等。中国于2003年成立了国家食品药品监督管理局，2013年升格为正部级总局，并加强对食品安全的监管，同时也面临了大量来自公众和国际上对食品安全问题的压力。
中国的食品问题在2007年达到顶峰。国家食品药品监督管理局在2007年初做的一项调查表明，65%的受访者表示关注食品安全问题。2010年7月21日，中国卫生部发布的首个《食品安全预警公告》，就食品中毒等进行预警，三鹿奶粉事件等非法使用食品添加剂而引起的恶性事件也引起了公众对于食品添加剂的排斥，甚至出现了许多矫枉过正的行为。同时，现行政治制度下，中国政府官员享受特供体制，个人日常生活中无需面对食品安全问题，这亦被认是中国食品安全问题的根源。

## 历史
中华人民共和国的食品安全一直受到民众高度关注，也困扰着中国民众。有关的问题不断发生，中国食品安全受国务院食品安全委员会办公室与国家食品药品监督管理局等部门监管，其中食品安全监管权分散在农业、质检、商务、工商、药监等系统中，责任不明没有统一监管的体制，由于涉及的监管部门和环节太多，且力量分散，分段监管体系难以避免缝隙和盲区，进而造成部门之间责任不明确、互相推诿，并使得食品安全事件一再发生。为了解决问题政府提出将上述机构整合成立专门的市场秩序监管部门，并在2013年新一轮大部制方案起草中提出。此外中国政府也开始加快建立新的食品标准和食品安全工业体系，2012年6月卫生部等8部门发布《食品安全国家标准“十二五”规划》。《规划》指出，中国将全面清理整合现行食品标准，2015年底前基本完成相关标准的整合和废止工作。中央政府也积极开始推广食品安全科普知识，2011年国务院食品安全委员会办公室颁布的《食品安全宣传教育工作纲要（2011-2015）》提出，到2015年底使公众食品安全基本知识知晓率达到80％以上。随着公众食品安全基本知识知晓率提高，食品安全倒逼产业并购重组提速，2012年6月13日国务院常务会议开始细化食品行业，依照《食品工业“十二五”发展规划》要求推进食品安全可追溯体系建设。中国政府也开始加强了基层管理，2011年，中国省级以下的工商和质检部门开始从垂直管理调整为地方政府分级管理。在此之前，省级以下药监部门也开始了分级管理调整。根据2009年实施的《食品安全法》规定，食品安全由地方政府负总责，减少中央政府的干预，可以方便地方政府行使权力。2014年3月底，公安部官员表示国家将专设食品药品违法侦查局，以加强打击食品药品犯罪的力量，保障国民“舌尖上的安全”。自2018年起，质检、工商、食药监等多个部门合并为市场监管局，分散在各处的食品监管权力集中到市场监管局手里。

## 食品安全法

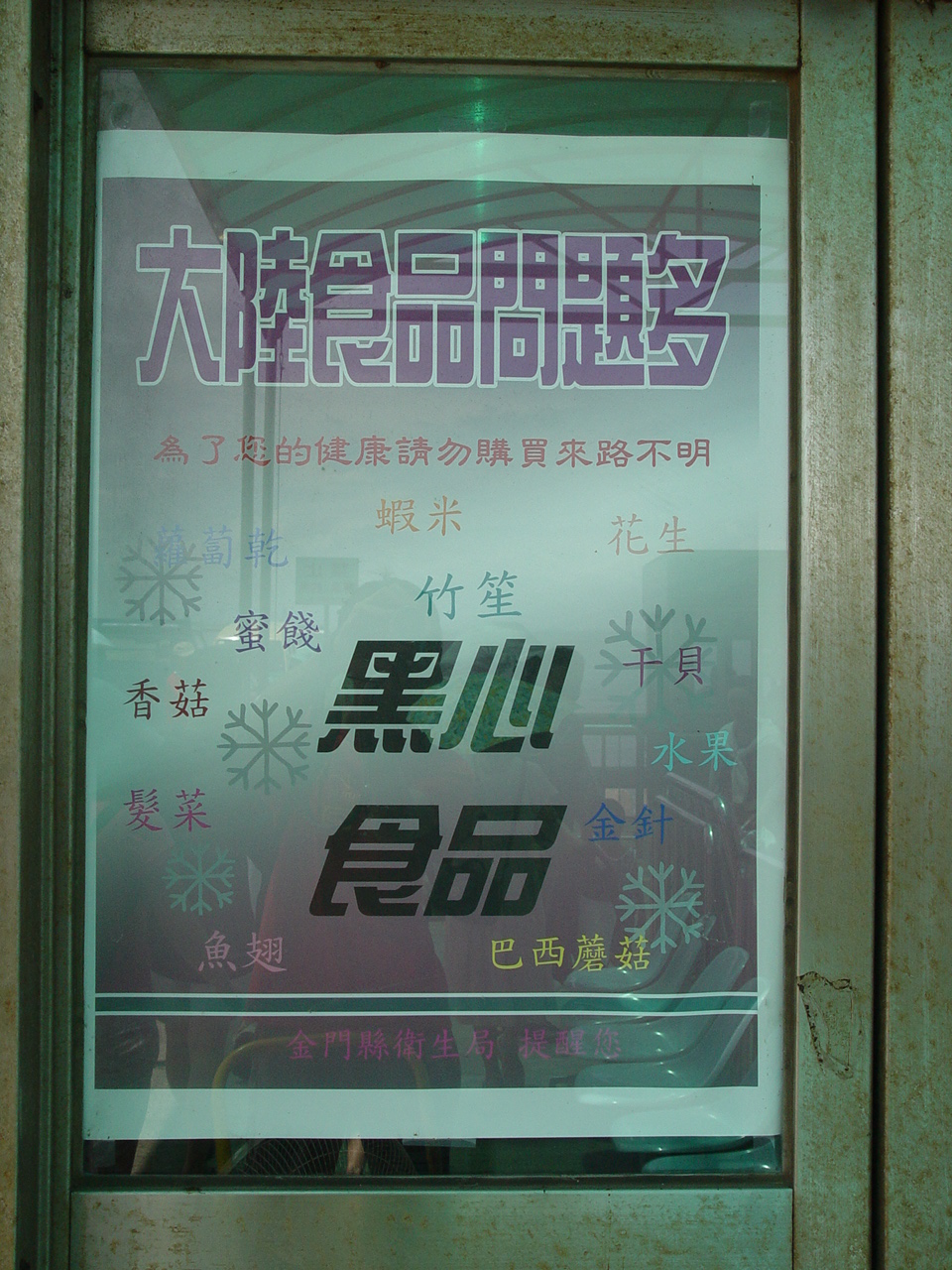
金门县水头码头关于中国大陆食品安全问题的提示牌。

2015年10月1日起正式施行的《中华人民共和国食品安全法》極大加強了嚴格程度，最高人民法院通知强调，在审理食品纠纷案件中，要坚持严惩重处的原则，正确运用惩罚性赔偿和连带责任的规定。
連帶處罰對象大舉擴張，以解決傳統食安問題上一站推一站的推託現象：
- 網路販售食品時的網站經營者
- 集中交易市场的开办者
- 集中交易市场的柜台出租者
- 展销会的举办者

以上皆納為連帶民事責任賠償方，且任一連帶者被告皆必須賠償全額，若認為上下游也應該分擔，此為業者本身另行訴訟，與消費方無關。
並有各人价款十倍赔偿、损失三倍赔偿和1000元保底赔偿的金額規定。
另一方面對於保健食品的亂象從此後标签、说明不得涉及疾病预防、治疗功能，成分須与注册或者备案的内容相一致，载明适宜、不适宜人群、功效成分或者标志性成分及其含量等，并註明「本品不能代替药物」字樣。

## 有关部门
国务院议事协调机构
- 国务院食品安全委员会

国务院组成部门
- 卫生部 → 国家卫生和计划生育委员会 → 国家卫生健康委员会
- 农业部 → 农业农村部
- 公安部

国务院直属机构
- 国家食品药品监督管理局（副部级） → 国家食品药品监督管理总局（正部级，承担国务院食安委的日常工作） → 国家市场监督管理总局（正部级，承担国务院食安委的日常工作）
- 国家质量监督检验检疫总局（正部级） → 海关总署（正部级）、国家市场监督管理总局（正部级，承担国务院食安委的日常工作）

## 外部連結
- 掷出窗外：面对食品安全危机，你应有的态度 （简体中文）
- 国际食品安全网（页面存档备份，存于） （简体中文）
- 大中华食品安全信息库 Greater China Food Safety Database--Database with advanced searching tools（页面存档备份，存于） （简体中文）
- .   [2019-07-19]. （原始内容存档于2019-07-19） （中文（简体））.